# LKAB Wassara
LKAB Wassara AB, tidigare G-drill, är ett svenskt tillverkningsföretag som utvecklar och tillverkar vattendrivna borrsystem. De är ett dotterbolag till LKAB.
Företaget grundades 1988 som G-drill av två bröder i Gällivare men namnet byttes 2002 till Wassara. Namnet Wassara kommer från företagets största produkt, sänkhammarsystemet med samma namn. LKAB Wassara har sina lokaler i Billman-Regulators gamla kontorsbyggnad i Flemingsbergs industriområde i Flemingsberg.